# Z8 Bruno Heinemann
O Z8 Bruno Heinemann foi um contratorpedeiro operado pela Kriegsmarine e a quarta embarcação Tipo 1934A. Sua construção começou em janeiro de 1936 nos estaleiros da Deutsche Schiff- und Maschinenbau em Bremen e foi lançado ao mar em setembro do mesmo ano, sendo comissionado na frota alemã em janeiro de 1938. Era armado com uma bateria principal de cinco canhões de 127 milímetros mais oito tubos de torpedo de 533 milímetros, tinha um deslocamento de mais de três mil toneladas e alcançava uma velocidade máxima de 36 nós.
O Z8 Bruno Heinemann participou do bloqueio do litoral polonês no início da Segunda Guerra Mundial em setembro de 1939 e em seguida patrulhou o Kattegat e envolveu-se do estabelecimento de campos minados. Em abril do seguinte envolveu-se no início da invasão da Noruega ao transportar tropas para Trondheim, sendo então transferindo para a França, de onde principalmente operou pelos anos seguintes na escolta de outras embarcações. O navio bateu em duas minas navais próximo do litoral belga em janeiro de 1942 enquanto voltava de Kiel e afundou.